# احمد کوشا
احمد کوشا (زادهٔ ۱۲۹۲ خورشیدی، تهران - درگذشتهٔ ؟)، فرزند محمدعلی کوشا، ادیب و نویسندهٔ ایرانی بود. او پس از گذراندن تحصیلات مقدماتی و متوسطه از دانش‌سرای عالی تهران در رشتهٔ ادبیات فارسی با مدرک کارشناسی فارغ‌التحصیل گردید.

## فعالیت حرفه‌ای
وی پس از دریافت مدرک کارشناسی وارد خدمت فرهنگ شد. وی در دوران خدمت عهده‌دار مشاغل مختلفی از جمله موارد زیر بود:
- دبیری و بازرسی فنی
- ریاست دبیرستان‌ها در شهرهای همدان و تهران و کرمانشاه
- مؤسس دبستان خاقانی
- معاونت دارالفنون
- بازرسی وزارت فرهنگ

## آثار
کتب زیر تألیف وی برای وزارت آموزش و پرورش ایران دوره پهلوی بود.
- انشاء دوره ابتدائی (مصوّر)
- بدیع و قافیه و عروض (برای دورهٔ دوم متوسطه)
- دستور زبان فارسی
- راهنمای امتحانات نهائی
- فارسی و تاریخ ادبیات
- فارسی و دستور زبان
- منتخب نظم و نثر فارسی

(سه کتاب اخیر با مشارکت چند تن از اساتید گروه ادبیات به چاپ رسید)